# Ludmiła Filina-Dawidowicz
Ludmiła Filina-Dawidowicz – polska inżynier, doktor habilitowany nauk technicznych.

## Życiorys
W 2002 r. ukończyła studia informatyczne technologii projektowania w Państwowym Instytucie Chłodnictwa - Odessa, w 2007 r. obroniła pracę doktorską, w 2018 r. otrzymała stopień doktora habilitowanego. Pracuje na Uniwersytecie WSB Merito w Poznaniu, oraz w Zachodniopomorskim Uniwersytecie Technologicznym w Szczecinie.